# نوواک روگانوویچ
نوواک روگانوویچ (انگلیسی: Novak Roganović؛ ۱۴ ژانویهٔ ۱۹۳۲ – ۴ فوریهٔ ۲۰۰۸) بازیکن فوتبال صرب‌تبار اهل یوگسلاوی بود.
از باشگاه‌هایی که در آن بازی کرده‌است می‌توان به باشگاه فوتبال وویوودینا و باشگاه فوتبال آستریا وین اشاره کرد.
وی در مسابقات کشوری و بین‌المللی در مجموع برندهٔ ۱ مدال طلا شده‌است.